# Vélo électrique

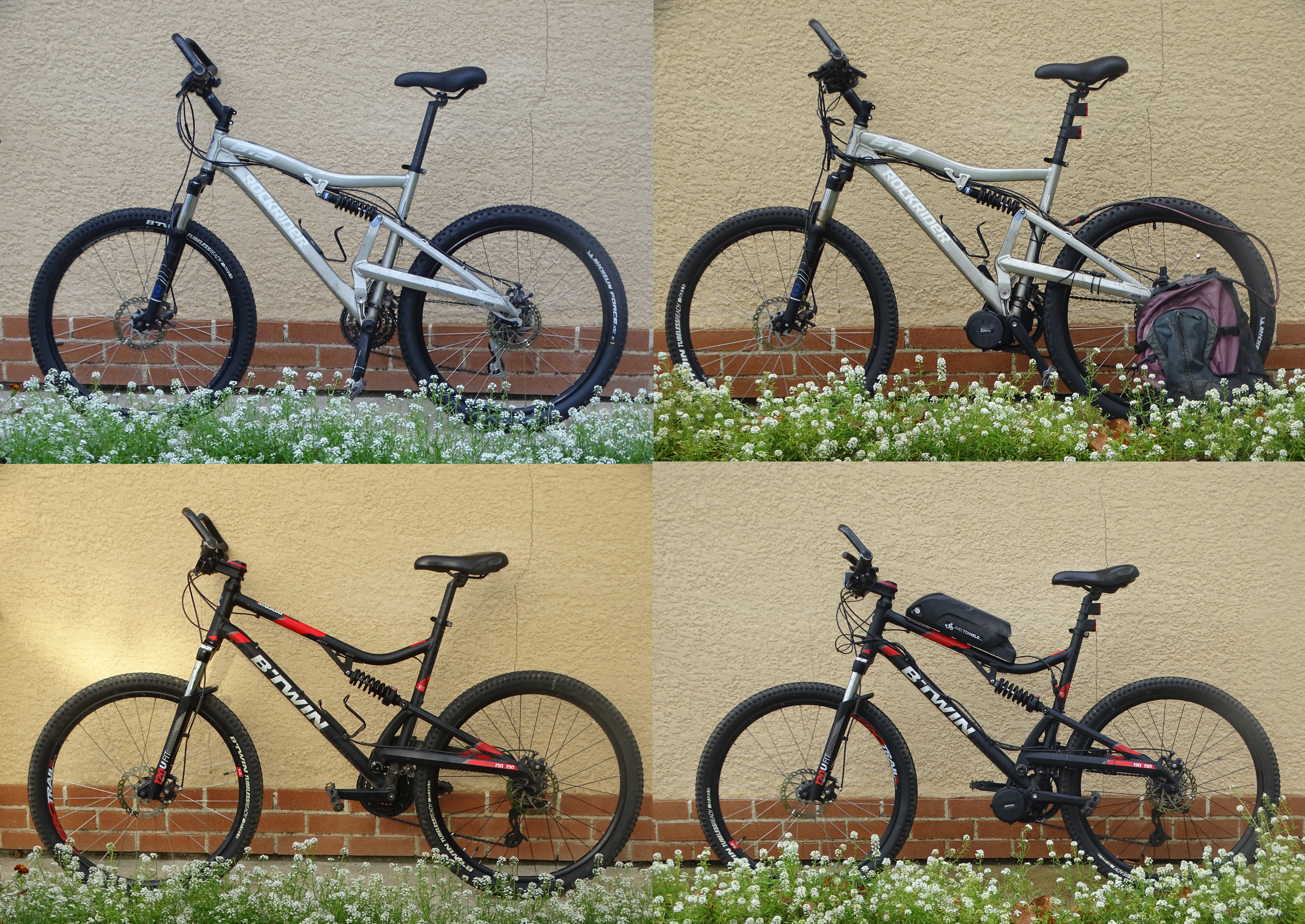
Transformation de deux vélos en vélos électriques. La batterie est portée dans un sac à dos ou fixée sur le haut du cadre. Les moteurs sont situés au niveau des pédaliers.

Un vélo électrique est un cycle doté de pédales et d'un moteur électrique auxiliaire et embarquant une source d'énergie, généralement une batterie rechargeable.
Au Canada, un « vélo électrique » ou e-bike est un véhicule à deux ou trois roues doté d'un moteur électrique et d'un pédalier permettant de rouler comme avec un vélo ordinaire ; le moteur, d'une puissance limitée à 500 W, ne doit pouvoir fonctionner que si la vitesse du vélo est comprise entre 3 et 32 km/h.
La Suisse définit le « vélo électrique » comme un vélo animé par un moteur auxiliaire électrique, qui peut fonctionner seul.
L'Union européenne définit les « vélos à moteurs », au sein desquels les cycles à pédalage assisté constituent une catégorie particulière.
Les vélos électriques existent depuis les années 1890 ; le premier modèle de série, le EMI/Philips, est commercialisé dans les années 1930. Ils réapparaissent à la fin des années 1970 et connaissent un regain d'intérêt depuis l'an 2000 avec l'amélioration des performances des batteries.

## Historique

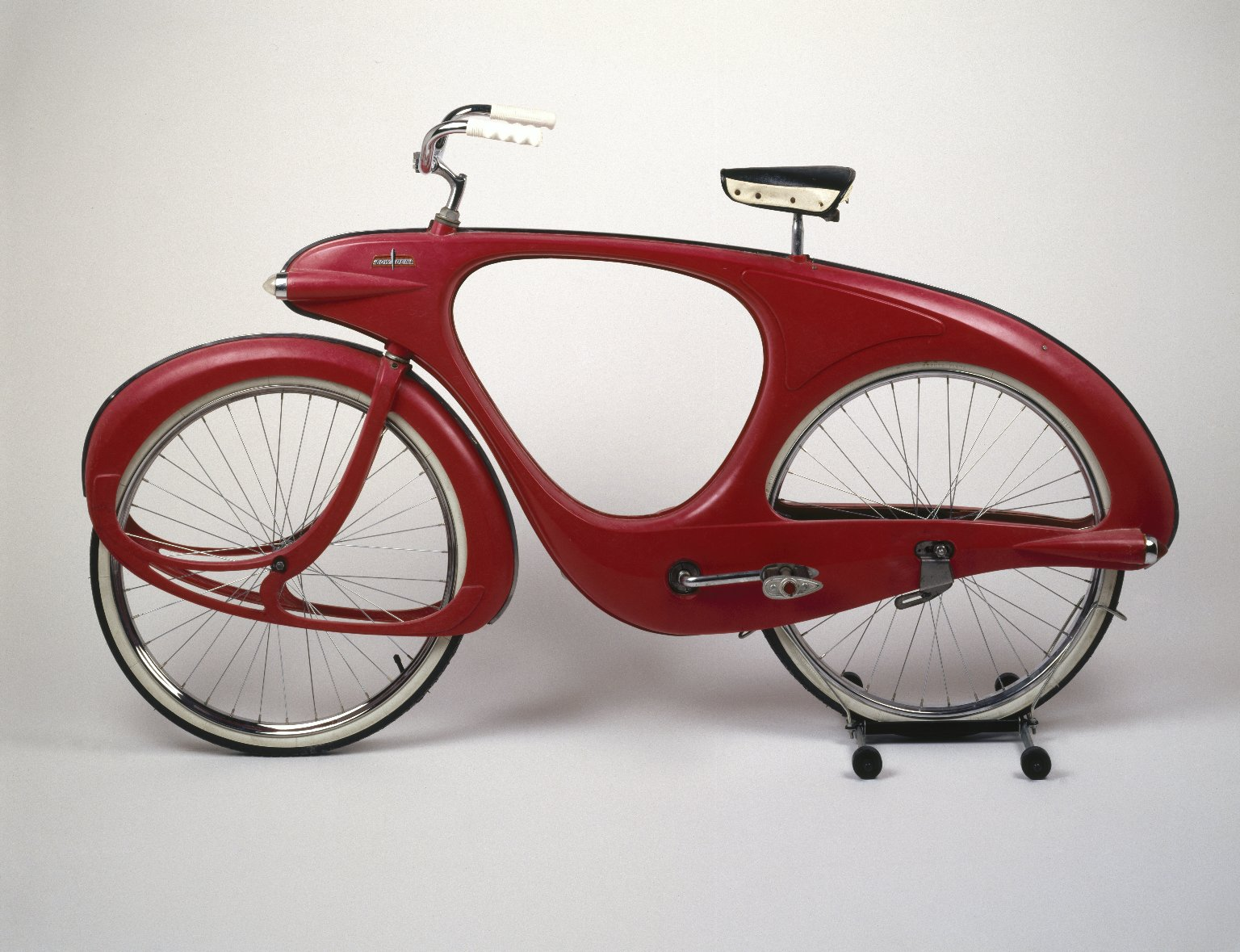
Vélo électrique Spacelander de Benjamin Bowden, inventé en 1946 et produit aux États-Unis en 1960.

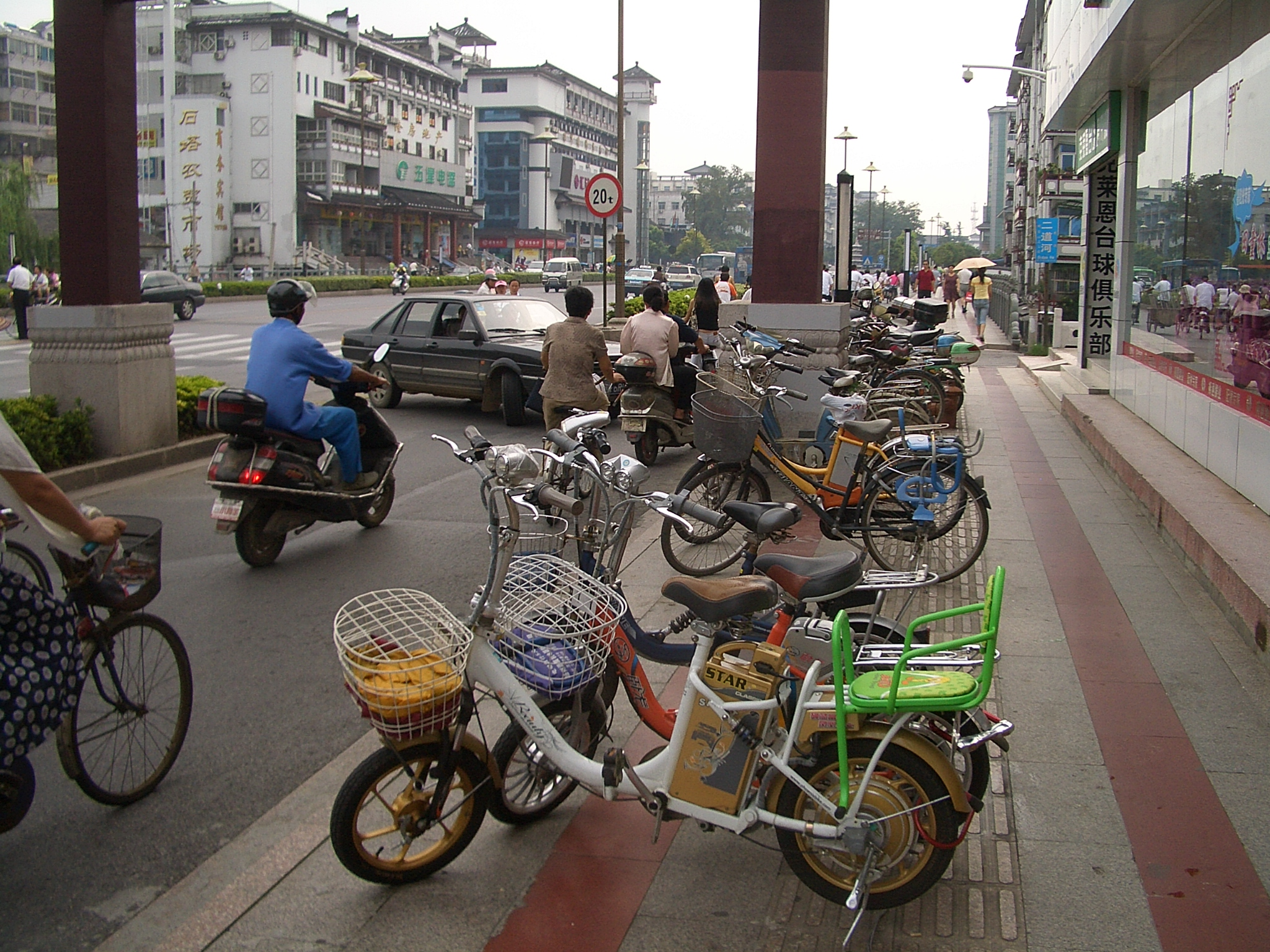
Vélos électriques en Chine (2008).

Plusieurs brevets déposés aux États-Unis dans les années 1890 portent sur des vélos électriques. Le 31 décembre 1895, Ogden Bolton Jr. s'est vu attribuer le brevet no 552271 pour un vélo équipé d'une batterie pouvant délivrer 100 A à une tension de 10 V et d'un moteur monté dans la roue arrière.
Deux ans plus tard, Hosea W. Libbey, à Boston, invente un vélo propulsé par un double moteur électrique (brevet no 596272) logé dans l'axe du pédalier.
Entre 1936 et 1938, EMI/Philips commercialise un modèle de vélo électrique en série.
L'Allemand Egon Gelhard invente et brevette ce qui peut être considéré comme le principe du vélo électrique en 1982. Il faut attendre près de dix ans pour que le fabricant japonais de motos Yamaha développe le premier vélo électrique et le lance sur le marché en 1993. Convaincre les consommateurs avec un unique produit étant difficile, Yamaha persuade ses concurrents Sanyo, Panasonic, Mitsubishi, Honda, Suzuki et de nombreux autres de se positionner sur ce nouveau marché.
Un modèle sur la base du brevet de Hosea W. Libbey est par la suite réinventé et imité à la fin des années 1990 par Giant.
La même période voit l'apparition de couplemètres et de contrôleurs de puissance. Une cinquantaine de modèles de vélos électriques sont développés entre 1992 et 1998. Les plus anciens et les plus abordables embarquent des batteries au plomb tandis que les modèles plus évolués sont dotés de batteries au nickel ou au lithium, plus légères.
En 2004, les ventes sur le marché intérieur chinois sont de 7,5 millions d'unités, soit pratiquement le double de l'année précédente, et atteignent 16 millions en 2006. En 2007, en Chine, les vélos électriques constituent jusqu'à 10 à 20 % de l'ensemble des deux-roues en circulation dans plusieurs grands centres urbains. Parallèlement, les exportations pour l'année 2006 se montent à trois millions d'unités,. En 2010, la Chine est le premier producteur mondial de vélos électriques.
En Chine, le développement d'une chaîne de valeur autour du vélo électrique est inscrit dans des stratégies planifiées par le gouvernement national et des municipalités (Tianjin) dans le cadre de plans quinquennaux 2011-2015 et 2016-2020.

## Fonctionnement
Un vélo électrique est un vélo doté d'un moteur électrique, ainsi que d'un pédalier, qui permet également de propulser le véhicule.

### Moteurs

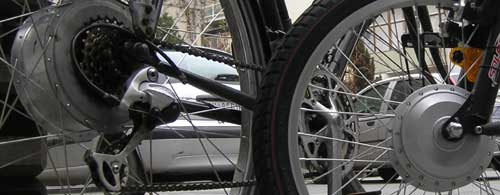
Moteur moyeu.

- Moteur moyeu : simple à installer, il s'insère en lieu et place d'un axe de roue avant ou arrière.
- Moteur déporté : la transmission se fait par une courroie ou une chaîne agissant sur un plateau de transmission placé sur l'axe d'une roue. La position du moteur est libre.
- Moteur pédalier : il agit directement sur l'axe du pédalier du vélo. Il est constitué d'un bloc comprenant tous les composants de la traction électrique : le moteur, les capteurs et l'électronique de commande. Il ne peut être installé que sur un cadre adapté.
- Moteur à friction : moteur à friction par galet sur la bande de roulement du pneumatique avant ou arrière. Il a été utilisé sur le cyclomoteur Solex.

### Source d'énergie
Afin d'alimenter le moteur électrique, le vélo peut disposer de plusieurs types de source d'énergie en complément de la propulsion humaine.

#### Batteries

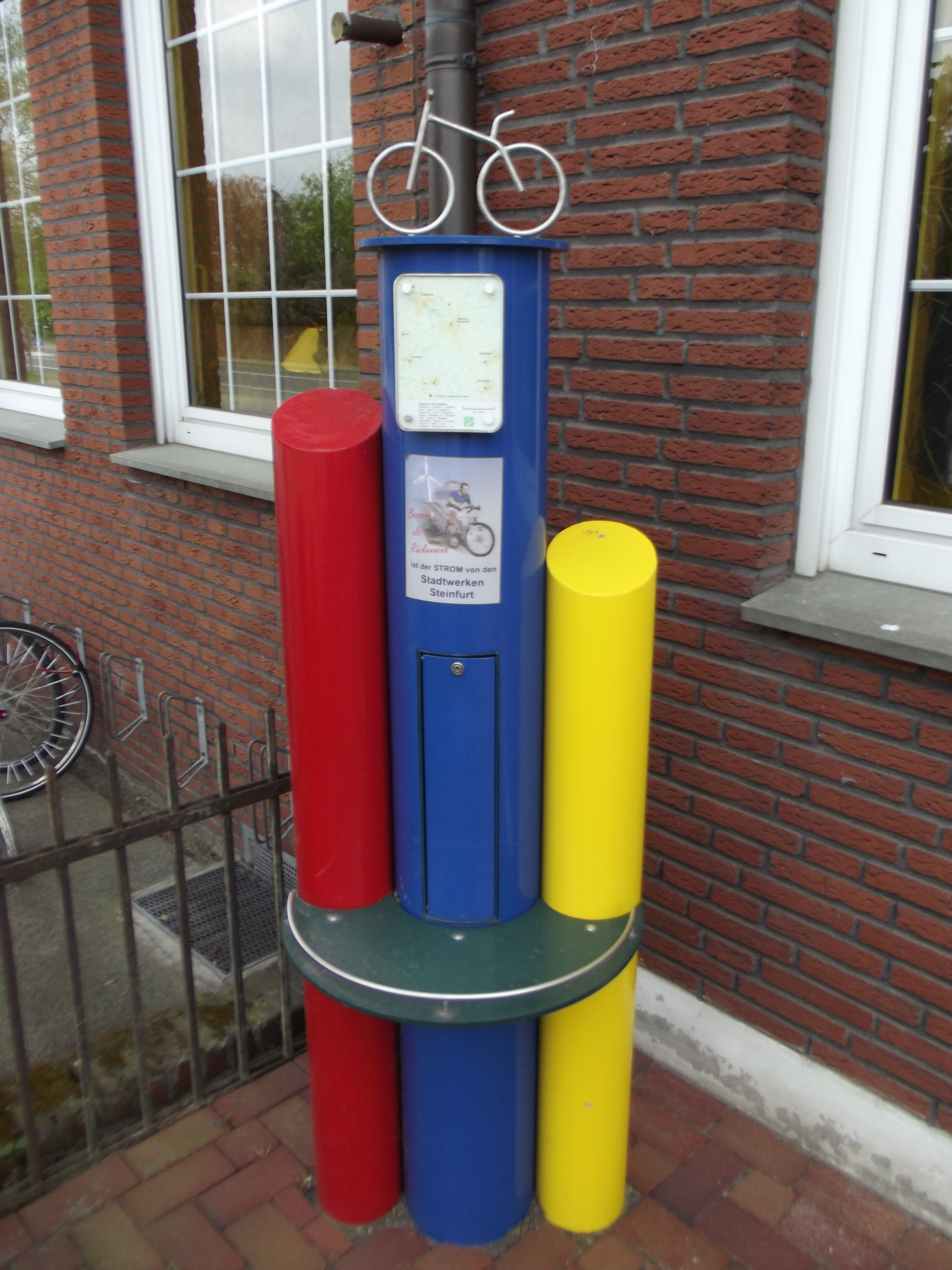
Station de recharge pour vélos électriques à Nordwalde (Allemagne).

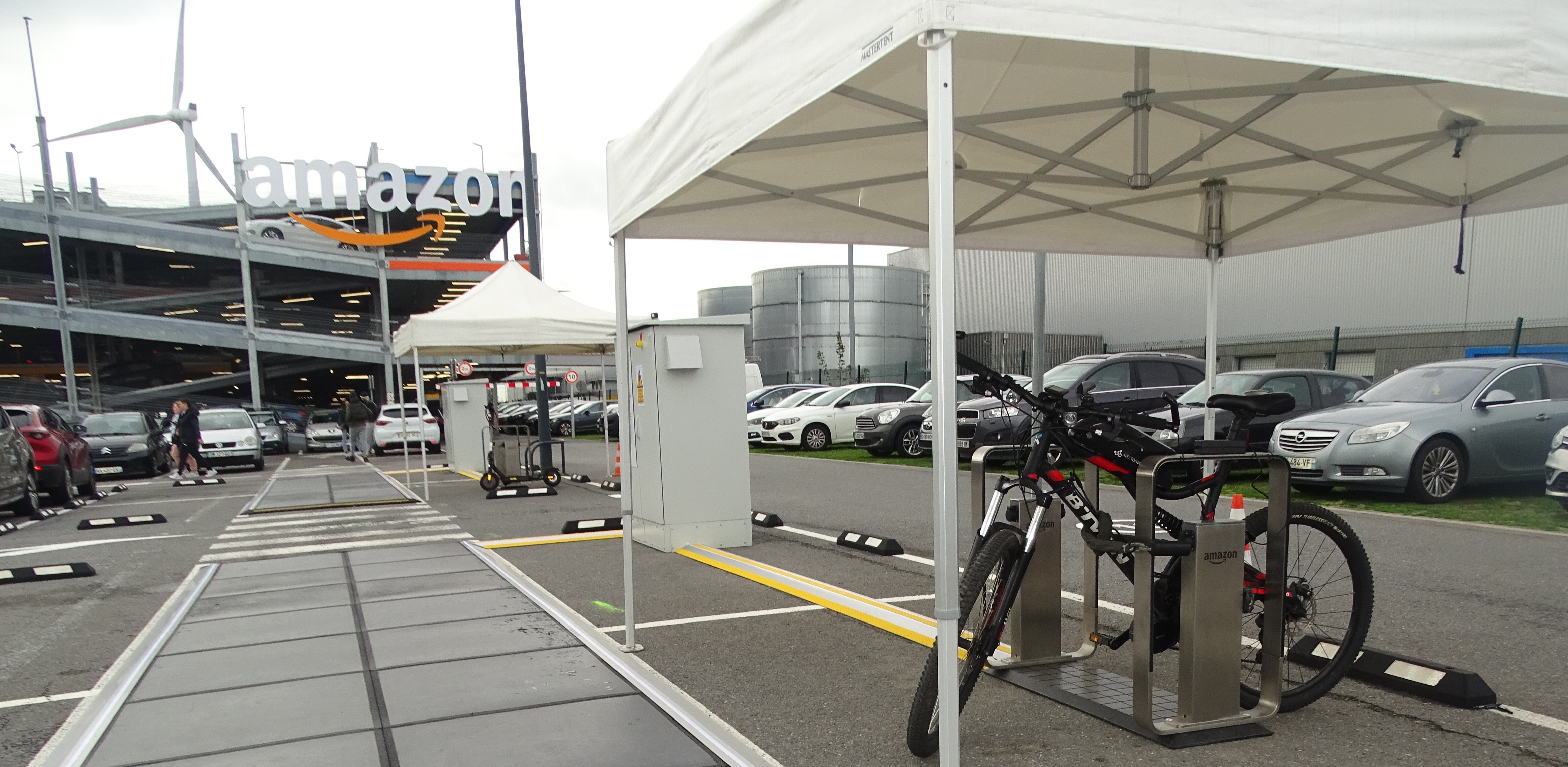
Station de recharge pour vélos électriques (projet Apollo) à Amazon LIL1 à Lauwin-Planque (France). Des panneaux solaires photovoltaïques installés au sol d'un cheminement piétonnier chargent une batterie, qui permet de recharger les vélos.

Panneau signalant la possibilité de circuler sur une voie à circulation restreinte avec un vélo électrique.

Pour les vélos électriques, la batterie au lithium est essentiellement utilisée ; les autres technologies, plomb ou nickel, ont été progressivement abandonnées sur les vélos électriques commercialisés en Europe (presque exclusivement des vélos à assistance électrique).
Le poids de la batterie, longtemps problématique, bénéficie aujourd'hui des améliorations importantes liées aux lithium-ion et lithium-polymère. Ainsi, une batterie au plomb pèse environ 13 kg, alors qu'une batterie au lithium pèse environ 3 kg pour une tension et une capacité équivalentes.
La charge complète de la batterie demande de 3 à 8 heures selon le type de batterie et de chargeur. Des recharges rapides sont possibles avec des chargeurs et des batteries appropriés. Ces types d'accumulateurs supportent mal les décharges profondes, il est donc conseillé de les recharger le plus souvent possible, voire de rester en charge lors des phases d'inutilisation, les chargeurs modernes étant particulièrement bien étudiés pour ces cas de figure.
La dénomination générique « lithium » recouvre plusieurs technologies aux caractéristiques sensiblement différentes. En 2015, les vélos électriques fonctionnent essentiellement avec des accumulateurs lithium-ion, au lithium polymère (Li-Po) et au lithium-fer-phosphate (LiFePO4). Les deux premières technologies permettent d'obtenir des batteries très légères mais sensibles au froid et aux fortes charges/décharges. Le LiFePO4 est considéré comme plus sûr (moins susceptible de prendre feu), il accepte des courants de charge plus importants (temps de recharge réduit) et surtout il a une durée de vie plus importante (mille cycles et plus).
La batterie d'un vélo électrique est sensible aux différences de température : les fabricants donnent une plage de température de fonctionnement donnant la meilleure autonomie possible. Elle est également sensible aux chocs : les produits chimiques sont contenus dans des enveloppes fragiles qui peuvent se percer voire s'enflammer. À la suite d'incendies des batteries de vélo électrique, des innovations ont conduit au développement de batteries à résistance thermique, capables d’absorber et de diffuser la chaleur, prévenant ainsi le risque de surchauffe et d’incendie,.
En outre, le prix de rechange des batteries est très important, plusieurs centaines d'euros pour une batterie au lithium. La batterie reste ainsi un des points faibles du vélo électrique, comme pour les automobiles électriques.
Sur certains vélos à moteur moyeu, la batterie se recharge automatiquement par freinage régénératif. Le freinage est ainsi facilité par le frein moteur.

#### Pile à combustible
Le vélo électrique à hydrogène (dihydrogène sous la forme gazeuse) produit l'électricité nécessaire à sa locomotion grâce à une pile à combustible ; il ne peut être utilisé que dans les villes équipées de bornes de recharge en hydrogène. Inventé à Biarritz et produit par Pragma Industries, l'Alpha 2.0 est le premier vélo au monde utilisant cette technologie.

#### Supercondensateur
Le groupe français Veloci Industries développe un vélo à assistance électrique équipé d'un supercondensateur au lieu d'une batterie. Le super condensateur se recharge en pédalant, transformant l'énergie mécanique en énergie électrique,. Le supercondensateur est fabriqué à partir d'aluminium et de carbone, pour limiter l'emploi de métaux rares.

### Dispositifs de sécurité
En 2020, des chercheurs de l'université technique de Delft développent un système d'assistance de direction pour vélo électrique, qui entre en fonctionnement à partir de 4 km/h.

## Législation

### Union européenne
En 1992, la directive 92/61/CEE du 30 juin 1992, relative à la réception des véhicules prévoit des dérogations pour les cyclomoteurs à performances réduites « munis de pédales, d'un moteur auxiliaire de puissance inférieure ou égale à 1 kilowatt et ayant une vitesse maximale par construction inférieure ou égale à 25 kilomètres par heure ». Cette catégorie de véhicules est appelée plus tard « vélo à moteur ».
Le règlement UE 168/2013 distingue deux catégories de « deux-roues motorisés légers » (à l'exclusion des cycles à pédalage assisté, définis par la directive de l'Union européenne 2002/24/CE du 18 mars 2002) : les « vélos à moteurs » (catégorie L1e-A) et les « cyclomoteurs à deux roues » (catégorie L1e-B),. La définition des vélos à moteurs est moins contraignante que celles des cycles à pédalage assisté de la directive de 2002 : la puissance doit être inférieure ou égale à 1 000 W, et le « but premier » (mais non exclusif) du moteur doit être l'assistance au pédalage :
- le but premier du moteur est l'assistance au pédalage ;
- l'assistance se coupe au-dessus de 25 km/h ;
- moteur d'une puissance inférieure ou égale à 1 000 W (puissance nominale continue).

Un véhicule à trois ou quatre roues (par exemple un triporteur ou un vélo-taxi) qui vérifie les conditions ci-dessus est « considéré comme techniquement équivalent à un véhicule L1e-A à deux roues ».
Les véhicules de la catégorie L1e-B (« cyclomoteurs à deux roues ») sont limités à 4 kW et 45 km/h.
L'Union européenne définit par ailleurs le « cycle à pédalage assisté », un vélo à assistance électrique répondant à certaines normes.

#### France
La France a défini une catégorie spécifique de vélos électriques au sein de la catégorie L1e-B, appelés « cyclomobiles légers »,.
Il s'agit de deux-roues motorisés destinés au transport d'une seule personne et dépourvus de dispositif permettant de transporter des marchandises. Leurs caractéristiques techniques sont les suivantes : vitesse maximale par construction de 25 km/h ; puissance maximale du moteur électrique de 350 watts ; poids à vide maximal de 30 kg.
Les cyclomobiles légers ne sont pas autorisés aux enfants de moins de 12 ans et nécessitent une assurance spécifique souscrite par le propriétaire.
Les cyclomobiles légers comprennent plusieurs types d'engins tels que les draisiennes électriques, certaines trottinettes modifiées (avec ajout d'un siège) et les vélos électriques équipés d'une poignée d'accélérateur (tant que la puissance du moteur reste inférieure à 350 watts).
En agglomération, les cyclomobiles légers doivent emprunter les pistes et bandes cyclables s'il y en a. En l'absence de ces voies, ils peuvent circuler sur les voies dont la vitesse maximale autorisée est inférieure ou égale à 50 km/h. Hors agglomération, la circulation est limitée aux voies vertes et aux pistes cyclables.

### Canada
Au Canada, un vélo ou tricycle électrique doit, pour ne pas être considéré comme un scooter :
- posséder un pédalier ;
- être muni d'un dispositif qui alimente le moteur en électricité lorsque celui-ci atteint une vitesse de 3 km/h et cesse de l'alimenter lorsque celui-ci dépasse 32 km/h ;
- la puissance du moteur ne doit pas excéder 500 W.

Le mouvement peut être assuré par le moteur seul, mais le vélo doit pouvoir aussi être propulsé par l'effort musculaire seul. On parle alors de « bicyclette assistée ».
L'âge minimal pour conduire un vélo électrique est de 14 ans. De 14 à 17 ans, un permis de classe 6D est nécessaire. Le port d'un casque est obligatoire.
Quoique le vélo à assistance soit considéré comme un véhicule à moteur électrique, les infractions au code de la sécurité routière sont appliquées de la même manière que pour les usagers à bicyclette. Cependant, si une personne est prise en état d'ébriété éthylique de 0,8 g/l dans le sang sur un vélo à assistance électrique, le code criminel s'applique au même titre que dans le cas de circulation avec une automobile, une tondeuse à gazon autoportée, un camion, etc. Il en va de même pour les personnes handicapées qui circulent en fauteuil motorisé sur la voie publique alors que la limite permise du taux d'alcool est dépassée.

### Chine
En avril 2019, la règlementation chinoise introduit de nouvelles normes relatives à la masse, à la vitesse maximale et au voltage nominal des vélos électriques. Les véhicules conformes aux nouvelles normes, y compris la vitesse limite internationale de 25 km/h, sont légalement considérés comme des bicyclettes et ne nécessitent pas d'enregistrement. Les vélos électriques ne répondant pas à ces normes sont considérés comme des motocyclettes et  sujets au port du casque et à enregistrement.

### États-Unis
Aux États-Unis, de nombreux États ont établi une différence entre les electric motorcycles et les power-assisted bicycles. Ces derniers doivent être dotés de pédales qui permettent à elles seules d’entraîner l'engin. D'autres critères peuvent s'appliquer selon les États, comme une limite à 20 miles par heure (environ 32 km/h).

### Suisse
À la différence de l'Union européenne, la Suisse ne distingue pas de catégorie spécifique pour les cycles à pédalage assisté, dont le moteur ne fonctionne que si l'utilisateur pédale.
Les vélos électriques sont considérés comme des cyclomoteurs par la réglementation, qui distingue deux catégories,, :
- les « cyclomoteurs légers », assistance au pédalage jusqu'à 25 km/h, puissance maximale de 500 W ; la conduite est autorisée à partir de 14 ans, avec permis obligatoire jusqu'à 16 ans ;
- les « cyclomoteurs électriques », assistance au pédalage jusqu'à 45 km/h, puissance maximale de 1 000 W ; le port du casque est obligatoire.

L'administration suisse utilise également les appellations « vélo électrique lent » et « vélo électrique rapide ».
Le concept de vélo électrique en Suisse correspond plus au concept retenu par l'Union européenne pour les vélos à moteur : le pédalage de l'utilisateur n'est pas requis pour que le moteur s'enclenche, mais celui-ci ne peut pas fonctionner seul au-delà de 20 km/h pour les vélos électriques lents (« cyclomoteurs légers »), et au-delà de 30 km/h pour les vélos électriques rapides (« cyclomoteurs électriques »). Par ailleurs, le nombre de roues n'est pas limité pour les modèles lents.
Une proposition du Conseil fédéral envisage d'étendre l'obligation du port du casque aux vélos électriques lents ; la plupart des membres de l'association Pro Vélo s'opposent à cette mesure.

### Vélos à assistance électrique
Un vélo à assistance électrique (VAE) est un vélo électrique dont le moteur joue seulement un rôle d'assistance au pédalage : l'utilisateur doit pédaler pour que le moteur entre en fonction.

### Nomenclature commerciale
Au sein de la nomenclature commerciale internationale utilisée par presque tous les pays du monde (système harmonisé), les vélos électriques sont identifiés au sein de la position 8711 qui regroupe l'ensemble des motocycles (les cycles non motorisés correspondent quant à eux à la position 8712). La révision 2017 de ce système a introduit une sous-position spécifique pour les motocycles électriques, la sous-position 8711.60. Chaque pays a ensuite la possibilité de définir, au sein de cette sous-position à 6 chiffres, des catégories de produits plus détaillées et propres au pays, appelées lignes tarifaires.
L'Union européenne utilise deux lignes tarifaires :
- 8711 60 10 : « cycles, tricycles et quadricycles, à pédalage assisté, équipés d'un moteur auxiliaire électrique d'une puissance nominale continue n'excédant pas 250 W » (les cycles à pédalage assisté) ;
- 8711 60 90 : autres.

Le droit de douane appliqué aux pays tiers (avec lesquels l'Union européenne n'a pas d'accord commercial et n'appartenant pas à la catégorie des pays bénéficiaires du système généralisé de préférences) est de 6 % sur l'ensemble des motocycles électriques, tandis qu'il est de 14 % pour les bicyclettes sans moteur.
La Suisse utilise une seule ligne tarifaire mais a recours à des clés statistiques pour distinguer les produits au sein de la sous-position 8711.60. Celle utilisée pour identifier les vélos électriques est la clé 915. Le droit de douane appliqué aux pays tiers (à l'exception des pays de l'Union européenne) est fonction du poids brut (emballage inclus) du véhicule. Il est de 37 francs par 100 kg brut.

## Sécurité
Des données suisses indiquent que les accidents à vélo électrique sont plus graves que ceux à vélo ordinaire.

## Promotion et marché du vélo électrique

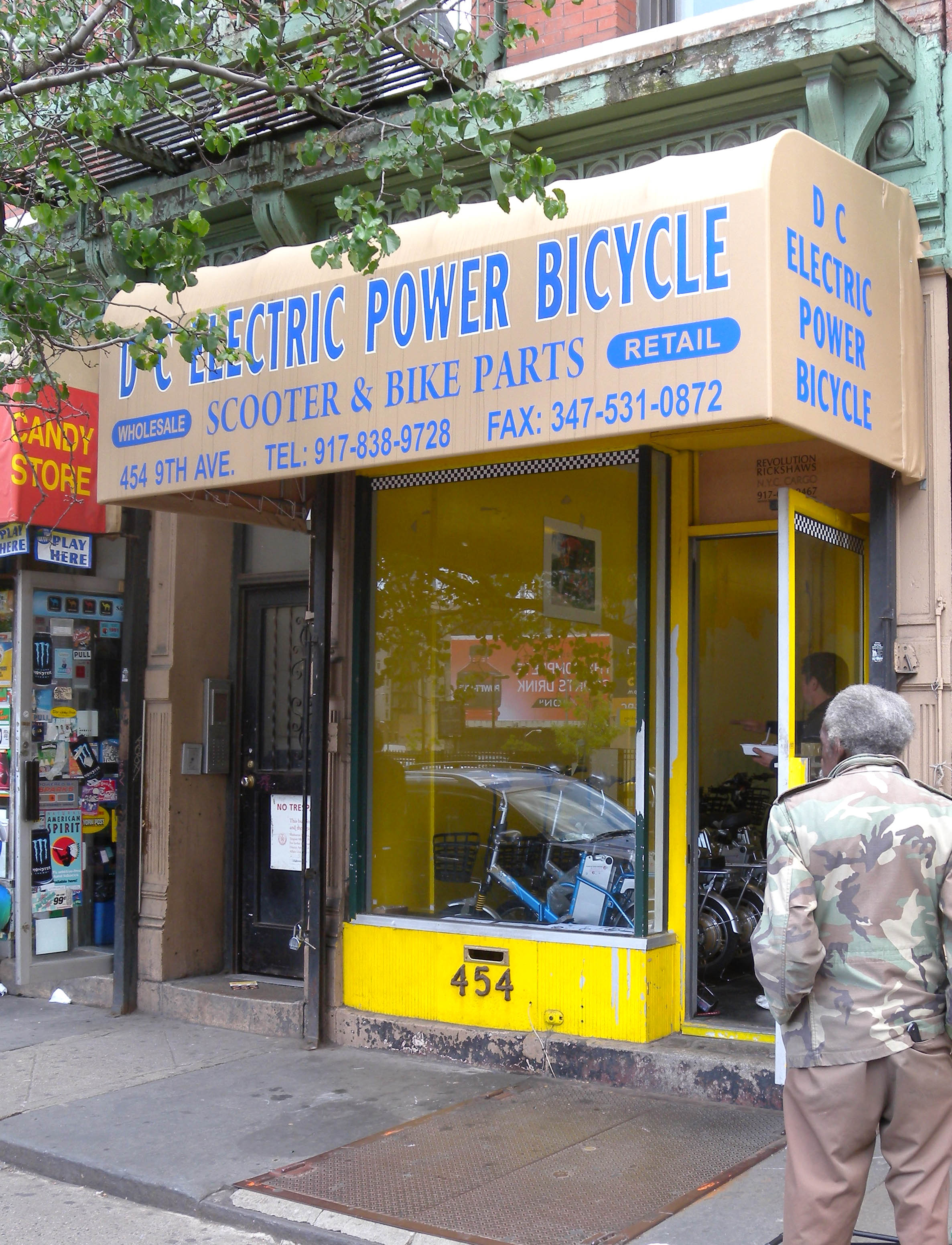
Boutique de vélos électriques à New York (2009).

La Chine est en tête des ventes mondiales de vélos électriques, suivie par les Pays-Bas et l'Allemagne.
La pandémie de Covid-19 a fortement accéléré l'achat de vélos électriques. Une projection estime que 300 millions de vélos électriques seront en service dans le monde en 2023.

### Profil des utilisateurs
Les populations senior ou celles ayant des handicaps ou des maladies chroniques sont plus attirées par l'achat d'un vélo électrique. Ces populations sont plus enclines à changer leur vélo classique pour un modèle électrique. Les populations ne pouvant pas faire de vélo classique ont la possibilité d'utiliser un vélo électrique du fait de l'assistance électrique,. Les personnes ayant déjà une bonne activité physique sont moins attirées par l'achat de ce type de véhicule.
Les raisons de l'achat d'un vélo électrique sont :
- l'assistance électrique permettant de parcourir des distances plus longues[40],[41] ;
- la possibilité d'effectuer des trajets dans des conditions météorologiques plus difficiles[40] ;
- la moindre dépendance au vélo[40] et la possibilité de faire du vélo plus souvent[41] ;
- la possibilité de transporter des chargements plus importants[41] ;
- le changement de posture lors des trajets (compétitivité et prise en compte du mental[pas clair])[43] ;
- la limitation de l'effort physique[42] ;
- le plaisir[42],[40].

Les freins à utilisation d'un vélo électrique sont l'absence d'infrastructures sécurisées,, la stigmatisation et le coût.

### Union européenne
En 2020, 273 900 bicyclettes électriques ont été exportées par l'Union européenne pour une valeur de 427 millions d'euros ; 36 % des bicyclettes électriques exportée hors de l'UE étaient destinées au marché suisse, tandis que 29 % étaient exportées vers le Royaume-Uni. La même année, l'UE a importé 839 100 bicyclettes électriques, pour une valeur de 721 millions d'euros ; les importations extra-communautaires provenaient principalement de Taïwan (53 %), du Viêt Nam (19 %), de Chine (10 %), de Turquie (7 %) et de Suisse (6 %).

### Chine
Le vélo électrique typique en Chine peut faire jusqu'à 100 km avec une charge, a sa vitesse limitée à 20 km/h (mais certains atteignent 45 km/h), et coûte en moyenne 2 000 yuans, soit plus de 200 €.
En 2006, il y avait 2 700 fabricants licenciés de vélos électriques, sans compter les nombreuses petites boutiques non comptabilisées.
Il y avait déjà 120 millions de vélos électriques en Chine dès 2008, année où 23 millions de vélos électriques ont été vendus dans le monde, dont 90 % en Chine, où le principal fabricant, Xinri, fabriquait 1,6 million de vélos électriques par an.
En 2009, la Chine est le premier fabricant mondial de vélos électriques, ayant produit 22,2 millions d'unités. La production est concentrée dans cinq régions, Tianjin, le Zhejiang, le Jiangsu, le Shandong et Shanghai.
En 2013, selon l'Electric Bikes Worldwide Report, 32 millions de vélos électriques ont été vendus en Chine.
Les deux-roues électriques gagnent également en popularité dans les villes, les modèles thermiques étant interdits dans les centres urbains de la plupart des grandes villes,. Toutefois, les deux-roues électriques sont à leur tour frappés de mesures de restriction ou d'interdiction dans certaines grandes villes comme Pékin, Shanghai et Canton.
En 2019, environ 223 000 sociétés chinoises sont liées au secteur du vélo électrique.

### Suisse
La Suisse comptait 250 000 vélos électriques en 2013.
À Genève, l'Association transports et environnement (ATE) milite en faveur du vélo électrique, présenté comme un substitut de la voiture préférable au scooter. L'association a reçu la Bourse cantonale du développement durable en 2007, afin de développer une offre de vélos à assistance électrique à l'intention des entreprises de la région.

## Compétitions
Depuis 2019, plusieurs compétitions de cross-country avec des VTT électriques sont organisées, à l'image des World E-Bike Series. Les premiers championnats du monde ont lieu en 2019 à Mont Sainte-Anne, au Canada.